# エドワード・R・ブレイスウェイト

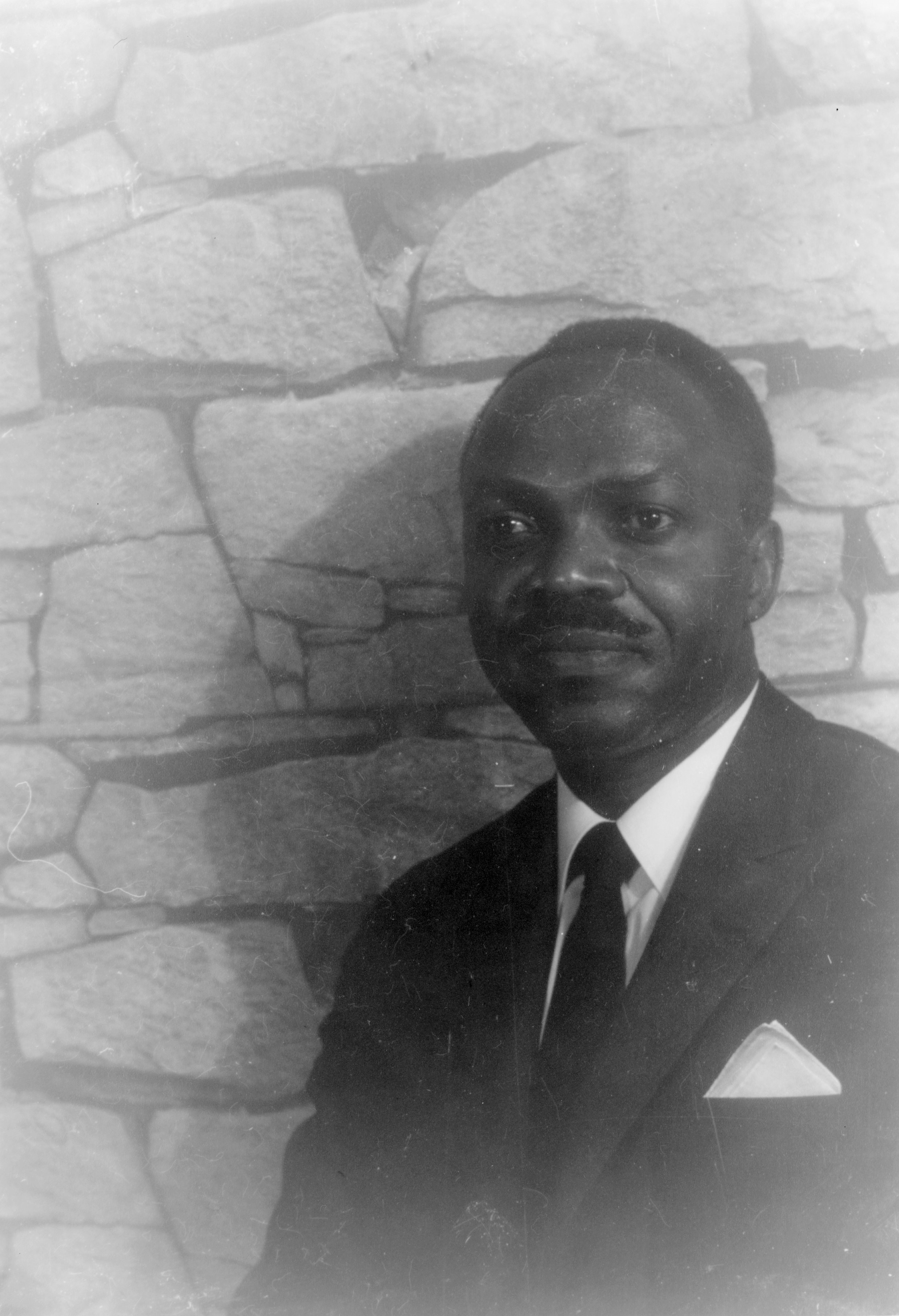
エドワード・リカルド・ブレイスウェイト

エドワード・リカルド・ブレイスウェイト（Edward Ricardo Braithwaite、1912年6月27日 - 2016年12月12日）は、ガイアナ・ジョージタウン出身の小説家、教師で外交官。彼は、黒人に対する社会的な状況や人種差別をテーマにした一連の作品でよく知られている。

## 経歴
ブレイスウェストは、ガイアナのクイーンズ・カレッジでまず教育を受け、その後渡米。1940年ニューヨーク市立大学シティカレッジを卒業。さらに渡英。イギリスのケンブリッジ大学に移り、物理学で学位を取得した。第二次世界大戦の間、彼は飛行士としてイギリス空軍に参加。その後、この当時の体験について、当時、何の人種的な偏見も差別も感じなかったと書いている。
戦後、彼は他の人種的なマイノリティと同様、高度な訓練と学歴にもかかわらず、専門としている分野で職が得られず、幻滅してやむなく、ロンドンのイースト・エンドで教師の職についた。『先生へ、愛情をこめて』（To Sir, With Love、1959年、日本語訳は毎日新聞社から1960年刊行）は、その当時の学校での教師体験に基づいたものである。
この小説の執筆中に、ブレイスウェイトは関心を社会福祉事業に向けるようになり、ロンドン地区協議会の委託を受けて非白人の子どもたちのために里親を周旋する仕事に就いた。この仕事の経験は第2作『有給の召使』（Paid Servant、1962年）に結実した。
ブレイトウェストの数多くの著作は、その大半が黒人の高学歴男性、あるいは黒人の労働者、あるいはごく単純に非人道的な環境の中に置かれた人をテーマとしている。最初の小説『先生へ、愛情をこめて』は、1967年にシドニー・ポワチエ主演により『いつも心に太陽を』のタイトルで映画化された。
ブレイスウェイトは、ユネスコの教育顧問、講師として長期にわたる国際的なキャリアを積んだ時期も、長編小説や短編小説の執筆を続けた。彼は国連のガイアナの終身代表、在ベネズエラ・ガイアナ大使、そしてニューヨーク大学の英文学講師などを歴任した。2002年、ワシントンD.C.のホワード大学に作家として住まいを与えられていた。
2016年12月12日、メリーランド州ロックビルの病院で死去。104歳没。